# Fokker D.I
El Fokker DI, con designación de la compañía constructora M.18, fue un desarrollo del caza de combate Fokker D II.  El «D I» también se envió al servicio austro-húngaro como un avión de reconocimiento con la designación «B.III». Para confundir el asunto aún más, tanto el «D II» como el «D I» llegaron al servicio alemán en el frente en tiempos similares, entre julio y agosto de 1916. El diseñador principal fue Martin Kreutzer.

## Diseño y desarrollo

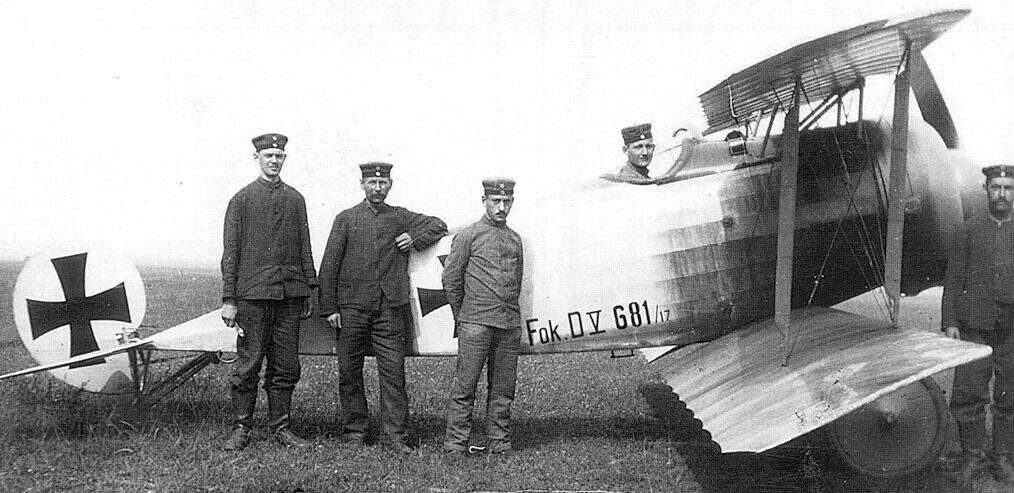
Fokker Biplane D.V G81 17, piloto y tripulación de vuelo (1916)

Similar al «D. II» , el «DI» era un biplano de tramo simple sin escalonamiento, o Einstielig. El fuselaje superior era inicialmente paralelo al ala superior y estaba equipado con el motor Mercedes DI de 75 kW (100 hp) de seis cilindros enfriado por agua .
El control se logró mediante el  alabeo de las alas. Las alas también fueron probadas en forma de doble bahía o Zweistielig. Para mejorar la visibilidad, se recortó la sección central, las alas se escalonaron ligeramente y el ala superior se elevó un poco más.
Estas mejoras se mantuvieron y el avión se puso en producción con un motor de  cilindros en línea Mercedes D.II de 89 kW (120 hp) y una única ametralladora MG 08 de 7.92 mm (.312 in) sincronizada con el paso de la hélice. Los «B.IIIs» austro-húngaros retuvieron el motor «DI» y estaban armados con una ametralladora Schwarzlose MG M.07/12.

## Historial operacional

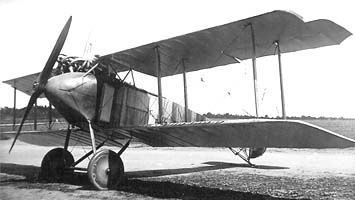
Caza Fokker D.IV

Las entregas comenzaron en julio de 1916. Se entregaron 90 a los Fliegertruppen alemanes y 16 a los Luftfahrttruppen austro-húngaros como el B III. Ocho fueron licencias producidas por el Magyar Általános Gépgyár en Hungría.
Un avión austro-húngaro tipo «B III» fue equipado experimentalmente con un motor Mercedes D.III de 119 kW (160 hp), otro tenía alerones en lugar de alabeo de alas y otro más tenía palos largos para arrastrar las alas hacia atrás.
En comparación con las aeronaves en servicio en ese momento, como el Albatros D.II y el Nieuport 11, el diseño y el rendimiento de este Fokker fueron decididamente poco impresionantes, y no hubo más producción.
El Fokker DI fue la base para el Fokker D.III y el Fokker D.IV.

## Operadores
Imperio Austro-Húngaro
 Imperio Alemán Luftstreitkräfte
 Turquía  Fuerza Aérea Otomana

## Especificaciones (DI)
Datos de The Complete Book of Fighters.

### Características generales
- Tripulación: uno, piloto
- Longitud: 6.30 m (20 pies 8 pulg.)
- Envergadura : 9.05 m (29 pies 8 pulg.)
- Altura: 2.55 m (8 pies 4 in)
- Área de ala: 20.00 m² (215.3 ft²)
- Peso en vacío : 463 kg (1,020 lb)
- Peso cargado: 670 kg (1,477 lb)
- Motor : 1 × Mercedes D.II motor en línea de 6 cilindros refrigerado por agua, 89 kW (120 CV)

### Actuación
- Velocidad máxima : 150 km/h (81 kn, 93 mph)
- Velocidad ascensional : 3,33 m/s (656 ft / min)
- Autonomía: 1,5 horas.

### Armamento
- 1 × hacia adelante-combustión 7.92 mm (.312 in) LMG 08/15 ametralladora

### Desarrollo relacionado
- Fokker D.II
- Fokker D.IV

### Aviones de función, configuración y época comparables
- Albatros D:I
- Halberstadt D.II
- Nieuport 11

### Listas relacionadas
- Lista de aviones militares de Alemania. En  en.wiki está como «lista», no como «anexo».
- Anexo:Aviones de caza